# El carrer Franklin
El carrer Franklin és una obra teatral escrita en català per l'autora badalonina Lluïsa Cunillé, estrenada al Teatre Nacional de Catalunya, el 2 de juliol del 2015, sota la direcció de Josep Maria Miró. L'escenografia va ser responsabilitat d'Enric Planas; el vestuari va ser dissenyat per Albert Pascual, y la il·luminació va estar a càrrec de David Bofarull. L'estrena de l'obra es va incloure a la programació del Festival Grec de Barcelona del 2015.
El carrer Franklin és una farsa esbojarrada sobre com la crisi econòmica ha redefinit alguns models socials en els darrers temps, amb cap mena de sensibilitat envers determinades necessitats bàsiques, com ara, tenir una llar i una feina per poder viure dignament. L'acció se situa en una ciutat on una brutal onada de desnonaments ha deixat els pisos deserts. Ja no queda gairebé ningú amb la motivació suficient com per impulsar les plataformes ciutadanes que, en temps pretèrits, van fer mans i mànigues per intentar aturar la barbàrie. La majoria de les persones ja han estat desnonades. Al carrer Franklin, li ha arribat el torn a un matrimoni format per un taxista i un transvestit que treballa com a professora de piano i solfeig, de tangos i cuplets.
Amb aquesta peça es consolida la tendència d'algunes produccions de Lluïsa Cunillé, corresponents a les primeres dècades del 2000, on la dramaturga denuncia, des d’un punt de vista crític, la realitat política i social de l'època, posant l'accent en la crisi econòmica espanyola del 2008. Una crisi, contextualitzada com a part d’una crisi econòmica global que, en el cas espanyol, va provocar la fi de la bombolla immobiliària, la crisi bancària del 2010 i l’augment de les taxes d'atur. Tot plegat, va derivar en una necessitat d'organització de la ciutadania per tal de mobilitzar-se i intentar canviar els models econòmics i productius i demandar una renovació democràtica.
En la primera representació de l'obra, el 2015, a Barcelona, van treballar el actors i actrius següents: Xavier Albertí, com a Transvestit; Montse Esteve, com a Activista; Oriol Genís, com a Banquer; Lina Lambert, com a Veïna, i Xavier Pujolrà, com a Marit.